# Escola de Artes, Ciências e Humanidades da Universidade de São Paulo
A Escola de Artes, Ciências e Humanidades da Universidade de São Paulo (EACH-USP), localizada no campus USP Leste e por isso comumente referida assim, é uma unidade de ensino, pesquisa e extensão da Universidade de São Paulo. Foi inaugurada no dia 27 de fevereiro de 2005 e pertence ao segmento leste do campus da Capital da Universidade de São Paulo, estando localizada no distrito de Ermelino Matarazzo, às margens da rodovia Ayrton Senna, ao lado do Parque Ecológico do Tietê e da estação de trem USP Leste da CPTM.

## Histórico
A criação da USP Leste é o resultado de reivindicações da população da Zona Leste da cidade de São Paulo, que se iniciaram na década de 1980, exigindo a ação mais forte do Estado na garantia de direitos fundamentais, como moradia, saúde e, principalmente, educação. Ganhou cada vez mais força, a partir de então, a ideia da criação de uma universidade pública da Zona Leste, que, depois de pouco tempo, passou a se centrar na luta pela criação de um campus de uma universidade pública já existente na região. Durante a década de 1990 foram feitas negociações com a Universidade Estadual Paulista Júlio de Mesquita Filho (Unesp) e com a Universidade Federal de São Paulo (Unifesp), ambas sem sucesso.
No ano de 2001, o Conselho de Reitores das Universidades Estaduais Paulistas (CRUESP) realizou um estudo sobre as condições do ensino superior público no estado de São Paulo e em maio de 2002 um grupo de trabalho organizado pela reitoria da Universidade de São Paulo optou pela construção de uma extensão do campus da cidade de São Paulo na Zona Leste, que foi aprovado no primeiro trimestre de 2004.
A EACH foi inaugurada no dia 27 de fevereiro de 2005, com a presença do  governador do Estado de São Paulo, Geraldo Alckmin, do prefeito da cidade de São Paulo, José Serra, do reitor da Universidade de São Paulo, Adolpho José Melfi, pró-Reitores da USP, professores, alunos, funcionários, autoridades políticas e membros da comunidade da Zona Leste.
Em 2008, a unidade, até então mais conhecida como USP Leste, passou a adotar o nome de Escola de Artes, Ciências e Humanidades, marcada pela mudança do logotipo e da marca em documentos oficiais. Atualmente, o nome USP Leste é utilizado para denominar o campus da Zona Leste, que também abrigará o prédio da Escola Politécnica.
No ano de 2013, o Conselho Universitário aprovou a criação de um novo curso de graduação no Campus da USP Leste. O curso Engenharia de Computação: ênfase em Sistemas Corporativos que contará com cinquenta vagas em período integral. No entanto, até 2018 o projeto encontrava-se parado.
Em 2018 foi aberto um novo curso de Biotecnologia, substituindo um período da Licenciatura em Ciências da Natureza e utilizando-se da estrutura já existente do campus.
Em 2020, no aniversário de 15 anos da Unidade, o Jornal da USP publicou edição especial com trajetória do campus e seu potencial na produção científica, tendo o Observatório Interdisciplinar de Políticas Públicas "Professor Doutor José Renato de Campos Araújo" (OIPP) como um dos vetores da produção de pesquisa na EACH.

## Ingresso
O ingresso nos cursos de graduação da Escola se dá pela admissão no vestibular da FUVEST (Fundação Universitária para o Vestibular) assim como para todos os outros cursos da USP. A instituição oferece 1020 vagas anualmente distribuídas entre os dez cursos da unidade. No momento da inscrição, é preciso já ter concluído, ou estar no último ano do ensino médio.

## Organização
O projeto pedagógico da EACH caracteriza-se pela promoção da integração entre as diversas áreas do conhecimento e, por extensão, de seus dez cursos. Por isso, diferentemente da maior parte das outras unidades da Universidade de São Paulo, não é dividida em departamentos, possuindo apenas coordenações de cursos e a coordenação do Ciclo Básico.
A EACH dispõe de corpo docente contratado em regime de dedicação integral e projetos de pesquisa envolvendo as áreas de artes, ciências e humanidades.

### Ciclo Básico
A Escola de Artes, Ciências e Humanidades da Universidade de São Paulo possui um Ciclo Básico que é um conjunto de matérias para os estudantes cursarem disciplinas introdutórias comum aos alunos de todos os cursos, cujo objetivo é promover uma iniciação acadêmica efetivamente interdisciplinar e crítica sobre questões abrangentes e fundamentais ao conhecimento científico e social.
O primeiro ano da graduação da EACH pode ser dividido em três partes:
- Formação específica

Ocupa dois dias da semana, quando os alunos cursam disciplinas específicas do seu curso de graduação.
- Formação geral

Assim como a formação específica, ocupa dois dias da semana, em que os alunos da EACH cursam, em turmas mistas de vários cursos, disciplinas de caráter mais geral, que objetivam fornecer a base para a vida acadêmica e para a prática da cidadania. As disciplinas gerais do Ciclo Básico são:
1º semestre: Ciências da Natureza; Tratamento e Análise de Dados/Informações; Sociedade, Multiculturalismo e Direitos; e Estudos Diversificados I; Resolução de Problemas I
2º semestre: Arte, Literatura e Cultura no Brasil; Psicologia, Educação e Temas Contemporâneos; Sociedade, Meio Ambiente e Cidadania; e Estudos Diversificados II; Resolução de Problemas II
- Resolução de Problemas (I e II)

Ocupa um dia da semana e segue uma dinâmica diferente das disciplinas gerais e específicas, uma vez que os alunos são organizados em grupos e, sob a orientação de um professor tutor, devem desenvolver um trabalho a partir da metodologia de Aprendizagem Baseada na Resolução de Problemas (ABRP).

## Cursos
Os cursos oferecidos pela Escola de Artes, Ciências e Humanidades foram planejados tendo-se como premissa básica a manutenção do tradicional padrão da Universidade de São Paulo de qualidade acadêmica no tocante ao ensino, à pesquisa e à extensão à comunidade e, ao mesmo tempo, inovando na busca por uma fina sintonia com as novas exigências sociais e profissionais do país e da cidade de São Paulo.

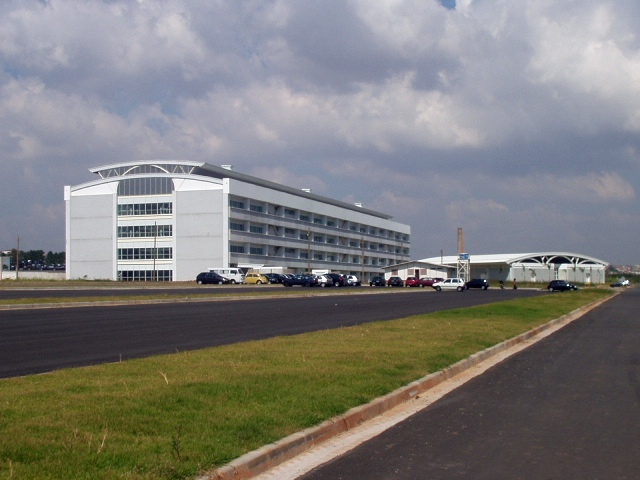
Vista parcial da unidade em 2006. Prédio I1 (Também conhecido como "Titanic")

A EACH oferece, no momento, os seguintes cursos de graduação (bacherelado e licenciatura), possuindo o seguinte número de vagas no vestibular:
- Biotecnologia (BIO) - 60 vagas (diurno)
- Educação Física e Saúde (EFS) - 60 vagas (vespertino)
- Gerontologia (Geronto) - 60 vagas (verspertino)
- Gestão Ambiental (GA) - 120 vagas (60 matutino e 60 noturno)
- Gestão de Políticas Públicas (GPP) - 120 vagas (60 matutino e 60 noturno)
- Lazer e Turismo (LZT) - 120 vagas (60 vespertino e 60 noturno)
- Licenciatura em Ciências da Natureza (LCN) - 60 vagas (60 noturno)
- Marketing (MKT) - 120 vagas (60 matutino e 60 noturno)
- Obstetrícia (OBS)- 60 vagas (integral)
- Sistemas de Informação (SI) - 180 vagas (60 matutino e 120 noturno)
- Têxtil e Moda (TM) - 60 vagas (matutino)

Atualmente, a EACH oferece também os seguintes programas de pós-graduação:
- Estudos Culturais
- Modelagem de Sistemas Complexos
- Mudança Social e Participação Política
- Sistemas de Informação
- Sustentabilidade
- Têxtil e Moda
- Gestão de Políticas Públicas
- Turismo
- Ciências da Atividade Física
- Bioquímica e Biologia Molecular

## Infraestrutura
A EACH, atualmente, possui as seguintes instalações:
- Entrada da estação USP Leste da CPTM;
- Biblioteca / Administração: localizado próximo à estação da CPTM, abriga a biblioteca, além da diretoria e outros órgãos administrativos;
- Auditórios: localizado em frente ao prédio da biblioteca, abriga três auditórios;
- Edifício i1: popularmente conhecido como "Titanic", abriga salas de aula para os alunos do 2º ao 4º ano, a sessão de graduação, refeitório, salas de docentes e algumas secretarias;
- Conjunto Didático: Anfiteatros, B1, B2 e B3, no total são 3 anfiteatros, 8 laboratórios de informática, salas de resolução de problemas no B2, salas de grupos de pesquisa no B3, uma lanchonete, as disciplinas do ciclo básico é no B1 com 4 salas de aula.
- Edifícios A1, A2 e A3: inaugurados em novembro de 2008, localizam entre o Edifício I1 e o Bloco Didático e abriga salas para docentes, laboratórios didáticos e de pesquisa;
- Incubadora Social e Tecnológica: prédio usado para estimular a cultura empreendedora e inovadora de sua comunidade acadêmica e de seu entorno;
- Sede da Coordenadoria de Assistência Social; (COSEAS)
- Enfermaria UBAS Leste;
- Espaço dos Estudantes: sede dos centros acadêmicos da EACH;
- Ginásio poliesportivo: entregue em 2010, possui 2 quadras, espaço para atividade física e salas que serão usadas para a prática de musculação e ginástica;
- Estacionamento
- Wi-Fi funcional em todo o campus

## Administração

### Diretores
A EACH teve os seguintes Diretores:
| nº | Diretor(a)                               | Vice-Diretor(a)                                                   | período     |
| 1  | Oswaldo Massambani (Diretor Pro Tempore) | Não teve                                                          | 2005 - 2006 |
| 2  | Dante de Rose Junior                     | Waldir Mantovani (2006 a 2008), Paulo Cesar Masiero (2008 a 2010) | 2006 - 2010 |
| 3  | José Jorge Boueri Filho                  | Edson Roberto Leite                                               | 2010 - 2014 |
| 4  | Maria Cristina Motta de Toledo           | Neli Aparecida de Mello-Théry                                     | 2014 - 2018 |
| 5  | Mônica Sanches Yassuda                   | Ricardo Ricci Uvinha                                              | 2018 - 2022 |
| 6  | Ricardo Ricci Uvinha                     | Fabiana de Sant’Anna Evangelista                                  | 2022 - 2024 |

## Professorado
O corpo docente da EACH-USP é composto por professores efetivos de 3 categorias: professor titular, professor associado e professor doutor; e do quadro docente temporário composto por professores contratados.

### Professores Titulares
- André Carlos Busanelli de Aquino;
- Diego A. Falceta Gonçalves;
- Luis Paulo C. Piassi;
- Luiz Gonzaga Godoi Trigo;
- Mônica Sanches Yassuda;[15]
- Ricardo Ricci Uvinha;[15]
- Tiago M. Francoy.

## Cooperação Internacional
A EACH-USP desenvolve parcerias acadêmicas com diversas universidades no exterior, tais como:
- Universidade de Wollongong (Austrália);
- Universidade de Cabo Verde (Cabo Verde);
- Universidad del Quíndio (Colômbia);
- Université de Rennes 2 (França);
- Universidade da Ática Ocidental (Grécia);
- Università degli Studi di Parma (Itália);
- Universidad Estatal del Valle de Ecatepec (México);
- Universidade do Minho (Portugal);
- Universitat de Girona (Espanha);
- Universitat de les Illes Balears (Espanha);
- Universidade da Coruña (Espanha);
- Universidad Pablo de Olavide, de Sevilla (Espanha);
- Universidad Nacional de Frontera (Peru).

## Controvérsias

### Terreno contaminado
Em 2011, no campus da USP Leste, foi feito um depósito de terra contaminada. O volume desse material seria de 7.200 m³ (equivalente a 480 caminhões) ou 40.000 m³, segundo o professor Antonio Marcos Massola, superintenente do Espaço Físico da Universidade. As terras, de proveniência ainda indeterminada e ao menos em considerável parte (se não toda) comprovadamente contaminada, foram transportados e depositadas no terreno sem que houvesse processo licitatório. Na época, o diretor Jorge Boueri recebeu do Departamento de Águas e Energia Elétrica (DAEE) do Estado de São Paulo uma notificação de infração que advertia quanto à possibilidade de contaminação do material. Em outubro de 2011, o promotor José Eduardo Ismael Lutti abriu inquérito para apurar a procedência do material. Na investigação, além do diretor da USP Leste, foi citada também a construtora Cyrela. Segundo uma denúncia anônima, a construtora teria despejado no campus terra e entulho de suas obras.
Cerca de dois anos depois, em 2 de agosto de 2013, a Companhia de Tecnologia de Saneamento Ambiental (CETESB) emitiu um Auto de Advertência à USP, pelo não cumprimento das exigências e concedeu mais 60 dias para que isso fosse feito. Em 6 de setembro de 2013, a CETESB instalou uma placa no campus, advertindo que parte do terreno estava infestada por "contaminantes com riscos à saúde", além de uma grande concentração de gás metano, gerado pela decomposição de material orgânico periodicamente retirado do leito do Tietê, para desassoreamento do  rio. Embora o risco de explosão seja muito baixo, pois não há grande acúmulo do gás, existe temor quanto à contaminação da terra por materiais tóxicos. Segundo os estudantes, há indicações de que a terra contém chumbo, iodo e outros componentes que representam riscos à saúde, inclusive câncer. O problema levou a uma greve de estudantes e funcionários, deflagrada no dia 11 de setembro. Ainda em setembro, o diretor da  Escola de Artes, Ciências e Humanidades, José Jorge Boueri Filho, pediu afastamento do cargo, coincidentemente alegando problemas de saúde.
Em 29 de novembro de 2012, CETESB estabeleceu uma série de exigências para que os problemas de contaminação do solo fossem resolvidos. A universidade teria de passar a realizar  testes diários em cerca de 380 pontos diferentes para monitorar a situação do gás no subsolo do terreno. Os dados deveriam ser encaminhados à Companhia, para que, em caso de anormalidades, ela entrasse em ação.
Ainda em novembro, o Ministério Público do Estado de São Paulo (MPE) pediu a suspensão das aulas no campus USP Leste. A promotora Camila Mansour Magalhaes da Silveira pediu que a Justiça interditasse a área até que a universidade comprovasse a descontaminação do solo. Além da transferência das atividades acadêmicas para outro local, o MPE solicitou a paralisação imediata das obras do prédio "1" e das novas ampliações da USP Leste sob pena de multa diária de 100 mil reais.Em 27 de setembro, a Superintendência de Espaço Físico, órgão da USP responsável pelos projetos de expansão e reforma, havia se comprometido com MPE a suspender as obras. Porém, segundo a auditoria técnica do Ministério Público e relatos de professores da unidade, as obras prosseguiram. A Procuradoria do Meio Ambiente também pediu a suspensão de obras e do expediente administrativo no local. O pedido foi encaminhado para análise da 2ª Vara de Fazenda Pública do Tribunal de Justiça de São Paulo. O Tribunal de Justiça, em liminar do dia 21 de novembro, suspendeu as atividades docentes e de apoio administrativo e funcional no campus da USP Leste  até que fosse resolvido o problema de contaminação do solo da unidade.
Em 31 de outubro, a Cetesb multou a USP em R$ 96.869,35 por não ter solucionado o problema (mediante a instalação de um sistema de extração de gases de todos os prédios, avaliações de risco à saúde, investigação ambiental detalhada do solo e remoção da terra depositada sem autorização, entre outras exigências) e por estabelecer prazos considerados insatisfatórios.
Também no fim de outubro, alunos e funcionários voltaram às atividades e encerram a greve de 50 dias, por uma solução para o problema de contaminação do solo. Durante a greve, os estudantes chegaram a ocupar o prédio da diretoria da unidade no dia 3 de outubro. A reintegração de posse do prédio foi determinada pela Justiça e executada no dia 19 pela tropa de choque  da  Polícia Militar do Estado de São Paulo. Segundo o Diretório Central dos Estudantes, havia 35 alunos acampados no edifício, que foi cercado por pelo menos cem policiais antes das 6h da manhã.
O professor Antonio Marcos Massola declarou que para a implantação da USP Leste foram gastos cerca de 80 milhões de reais. Para  resolver os atuais problemas ambientais não há orçamento fechado. "O único valor fechado é para a retirada de terras [contaminadas]. A conta ficará entre 3 e 40 milhões de reais. Quem está pagando tudo isso é a universidade de São Paulo".
Apesar de mais de 7 mil pessoas da comunidade universitária terem sido expostas durante dois anos a elementos cancerígenos, ninguém havia sido legalmente responsabilizado por isso até o final de 2013.